# RC4
RC4 je simetrični kriptografski algoritam toka. (eng. stream cipher) kojeg je dizajnirao američki stručnjak Ronald Rivest, 1987. Koristi se u popularnim protokolima kao SSL te za WEP kod Wi-Fi-ja. RC4 je vrlo jednostavan algoritam, no isto tako i prilično nesiguran te se ne preporuča za nove sustave. Ulazne podatke enkriptira bit po bit. Enkriptirani tekst je rezultat operacije XOR između toka izvornog teksta i toka pseudo-slučajnih brojeva generiranih u obliku S-box tablice na temelju (najčešće 256-bitnog) ključa.